# Bikejoring

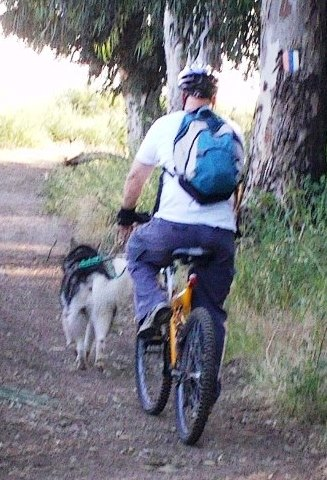
Bikejoring

El bikejoring és una activitat esportiva en què un gos o un grup de gossos amb arnés enganxats a una corda han d'estirar i córrer per davant d'un ciclista que porta la corda enganxada. El bikejoring és un esport d'hivern.